# Мъмбълкор
Мъмбълкор (на английски: Mumblecore) е жанр в независимото кино, възникнал в САЩ през 2002 година. Под термина се обединяват нискобюджетни филми с участието на актьори аматьори и основен фокус върху натуралистичния диалог. Този тип филми се снимат с екстремно нисък бюджет и обикновено имат единствено фестивална и киноманска популярност.
Сюжетът обикновено се върти около млади хора (между 20 и 30-годишни) и техния живот, който обикновено се доближава максимално до реалността и не включва изненадващи елементи, за разлика от блокбъстърите например.
Въпреки че много филми от преди 2002 също могат да бъдат опрелени като mumblecore, за първия филм в този жанр се смята Funny Ha Ha (2002).

## Примери за мumblecore филми
- Funny Ha Ha (2002)
- In Search of a Midnight Kiss (2008)
- The Pleasure of Being Robbed (2008)
- Humpday (2009)
- Tiny Furniture (2010)
- Грийнбърг (2010)
- Франсис Ха (2012)
- Безопасността не е гарантирана (2012)
- Приятели по чашка (2013)